# 74º Reggimento fanteria "Lombardia"
Il 74º Reggimento fanteria "Lombardia" è stata un'unità del Regio Esercito, che ha preso parte alla prima e alla seconda guerra mondiale, al termine della quale venne sciolto in zona di guerra. Nel secondo dopoguerra la sua eredità venne raccolta dal 1976 al 1986 dal 74º Battaglione fanteria d'arresto "Pontida", costituito e posto in posizione quadro a Latisana.

## Storia
La origini del reparto risalgono al 29 agosto 1859, quando con decreto venne stabilita la costituzione di due nuovi reggimenti di granatieri per dare vita alla Brigata  "Granatieri di Lombardia", su 3º e 4º Reggimento, formata da elementi del 1º e del 2º Reggimento "Granatieri di Sardegna".
Per effetto dell'ordinamento in data 5 marzo 1871 che riordinava l'Arma di Fanteria, dal 1º aprile successivo la brigata divenne Brigata "Lombardia" ed il 4º Reggimento, assegnato alla fanteria di linea, il 1º aprile 1871 assunse la denominazione di 74º Reggimento fanteria "Brigata Lombardia" e, a seguito dello scioglimento delle brigate permanenti, con successivo decreto, il 15 ottobre dello stesso, mutò la sua denominazione il 15 ottobre dello stesso anno, in 73º Reggimento fanteria "Lombardia".
Dal 2 gennaio 1881, con la ricostituzione delle brigate permanenti tornò ad essere inquadrato con il 73º Reggimento fanteria,  nella ricostituita Brigata "Lombardia", riprendendo la denominazione di 74º Reggimento fanteria "Lombardia".

### Nella prima guerra mondiale (1915-1918)
All'entrata in guerra dell'Italia nel primo conflitto mondiale la sede le Reggimento in tempo di pace era a Bra e i distretti di reclutamento erano Avellino, Ferrara, Foggia, Lecco, Padova, Palermo, Pesaro, Piacenza, Rovigo, Taranto, Treviso. Furono più di 10000, i soldati morti, feriti e dispersi durante la prima guerra mondiale.
All'entrata in guerra dell'Italia contro l'Impero austro-ungarico il Reggimento era schierato nei pressi di Udine, assieme alla Brigata di cui faceva parte, varcando il 24 maggio 1915, nella notte, il confine e avanzando verso la testa di ponte di Gorizia. Il 29 maggio venne a contatto col nemico e nell'estate del 1915 prese parte alla prima e alla seconda battaglia dell'Isonzo.
Nel mese di ottobre, dopo un breve periodo di riposo, rientrò in linea nel settore di Oslavia attaccandone le alture, partecipando, tra il 18 ottobre e il 4 novembre 1915 alla terza battaglia dell'Isonzo.
Il 23 gennaio 1916, dopo un ulteriore periodo di riposo, la Brigata "Lombardia" venne impiegata sul Sabotino. Il 15 maggio, all'inizio dell'offensiva austriaca in Trentino, la Brigata fu inviata sull'altopiano di Asiago. Nel corso dei combattimenti sull'altipiano di Asiago il 26 maggio cadde sul campo il comandante del reggimento, colonnello Carlo Guastoni.
Nei primi giorni del mese di luglio, per ripristinare le perdite subite, la Brigata "Lombardia" scese a riposo nei pressi di Vicenza. Il 2 agosto la Brigata venne destinata al fronte dell'Isonzo, giungendo a Cervignano e da qui inviata alle pendici meridionali del Monte San Michele, prendendo parte a partire dal 6 agosto alla Battaglia di Gorizia. Il 9 agosto attaccò in direzione del Vipacco, che raggiunse dopo tenace combattimento col nemico, catturando circa 600 prigionieri e molto materiale e, proseguendo l'avanzata fra poderosi trinceramenti, il 10 agosto occupò Rubbia e il 12 agosto al comando del Colonnello Carlo Jannaccaro il 73º Reggimento, prese parte all'attacco delle trincee sulle alture di quota 212 del Nad Logem.
Il 14 settembre il Reggimento fu presente alla Settima battaglia dell'Isonzo (14-18 settembre) e il 31 ottobre, alla ripresa dell'offensiva della Nona battaglia dell'Isonzo (31 ottobre - 4 novembre) si lanciò impetuosamente contro le posizioni del Pecinca, conquistandole e mantenendole poi con saldezza ai ritorni offensivi del nemico. Il 2 novembre, con un nuovo sbalzo, si rafforzò sul costone sud-occidentale del Dosso Faiti: durante l'azione oltre 1000 prigionieri e abbondante materiale restano nelle mani italiane; le perdite, però, furono ingenti: insieme al gemello 73°, si ebbero 1400 uomini fuori combattimento, dei quali 32 ufficiali. Per le magnifiche prove di valore, riconosciute persino dall'avversario, i due Reggimenti meritarono la concessione della più alta onorificenza al valor militare, la Medaglia d'oro, concessa con Decreto 28 dicembre 1916.

Cartolina celebrativa risorgimentale del
74º Reggimento fanteria Lombardia

Il 21 maggio 1917 il Reggimento era presente nel settore di Castagnevizza: nei combattimenti che seguirono la Brigata "Lombardia" ebbe 2900 uomini fuori combattimento, di cui 78 ufficiali. Il 19 agosto, dopo un turno di riposo a Castelfranco Veneto, ritornò in linea nel settore del Faiti, all'inizio dell'Undicesima battaglia dell'Isonzo (17 agosto - 12 settembre), assaltando, sino al 25 agosto, le antistanti posizioni nemiche, perdendo nella lotta oltre 1200 uomini di truppa e 61 ufficiali. Alla fine di agosto venne sostituito in trincea per essere riordinato e, successivamente, rinviato in trincea a Monfalcone.
Il 19 ottobre il Reggimento venne trasferito a Codroipo a riposo, dove venne colto dall'avanzata austriaca successiva alla disfatta di Caporetto, in conseguenza della quale il 29 ottobre, il Reggimento venne trasferito per Spilimbergo, Pinzano e Forgaria sulle alture di riva destra del Tagliamento. Il 2 novembre, avendo il nemico forzato il Ponte di Cornino, difeso da altri reparti, la Brigata "Lombardia" ne sostenne l'urto nei pressi di San Rocco di Forgaria, ritardandone l'avanzata. Il 6 novembre sostenne un altro combattimento, per evitare l'accerchiamento da parte del nemico, ma, ridotta per le ingenti perdite a poco più di due battaglioni, non riuscì a disimpegnarsi e fu costretta a cedere, tranne alcuni reparti, che riuscirono a ripiegare in direzione di Conegliano. Nel mese di dicembre la Brigata "Lombardia" venne ricostituita, prima nei pressi di Padova e poi di Treviso.
Il 29 gennaio 1918 la Brigata "Lombardia" fu trasferita nel settore orientale del Grappa. Il 17 giugno, mentre era in corso la battaglia del Piave (15 - 24 giugno), si portò sul Montello, entrando in azione il 19 giugno, concorrendo con energici contrattacchi a ricacciare il nemico che, nel pomeriggio del 23 giugno, iniziò il ripiegamento. Successivamente, dalla zona del Montello, dove rimase fino a luglio, ritornò sul Monte Grappa, rimanendovi sino alla battaglia di Vittorio Veneto  alla quale prese parte al comando dal colonnello Carlo Benedicenti sotto gli ordini del Brigadier Generale Marcello De Luca, comandante della Brigata "Lombardia", concorrendo attivamente all'inseguimento del nemico.
Alla guida del Reggimento nel corso del conflitto si sono avvicendati i seguenti comandanti:
- Colonnello Giovanni Ghersi, dal 24 maggio al 24 settembre 1915;[3][4]
- Colonnello Baldassarre Baldassari, dal 24 settembre al 10 ottobre 1915;
- Tenente colonnello Paolo Paolini, dal 17 novembre 1915 al 12 febbraio 1916;
- Tenente colonnello Pietro Badoglio, dal 27 febbraio al 16 aprile 1916;
- Colonnello Carlo Guastoni, dal 16 al 26 maggio 1916 (caduto sul campo);
- Colonnello Carlo Jannaccaro, dal 29 giugno 1916 all'8 giugno 1917;
- Tenente colonnello Federico Capello, dal 16 giugno al 5 novembre 1917;
- Colonnello Carlo Benedicenti, dal 28 novembre 1917 al termine della guerra.

Tra i comandanti del Reggimento durante il conflitto, con il grado di Tenente colonnello Pietro Badoglio futuro Maresciallo d'Italia e futuro capo del governo alla caduta di Mussolini in seguito alla riunione del Gran Consiglio del 25 luglio 1943.

### Tra le due guerre mondiali
Dopo il primo conflitto mondiale, con circolare n° 109 del 19 febbraio 1920, venne adottata per tutti gli appartenenti alla Brigata "Lombardia" la cravatta azzurra,  in quanto eredi ed emuli dei gloriosi "Granatieri di Lombardia", con il colore azzurro che simboleggia fedeltà, onore e valore.
Nel 1921 la sede del Reggimento venne spostata a Pola.
Con l'applicazione della legge 11 marzo 1926 sull'ordinamento del Regio Esercito, prese la denominazione di 74º Reggimento fanteria "Lombardia" ed a seguito della formazione delle Brigate su tre reggimenti viene assegnato alla XV Brigata di Fanteria insieme al 73º Reggimento fanteria "Lombardia" ed al 26º reggimento fanteria "Bergamo"; nella circostanza viene articolato su tre battaglioni uno dei quali proviene dal disciolto 32º Reggimento fanteria.
In occasione della campagna d'Etiopia del 1935-36, prese parte al conflitto, fornendo a reggimenti e reparti vari mobilitati 18 ufficiali e 112 soldati.
Il 24 maggio 1939 venne inquadrato nella Divisione di fanteria "Lombardia" (57ª) della quale facevano parte anche il 73º Reggimento fanteria e il 57º Reggimento artiglieria per Divisioni di fanteria.

### Nella seconda guerra mondiale (1939-1945)
Il 10 giugno 1940, giorno dell'entrata in guerra dell'Italia nel secondo conflitto mondiale, il reggimento aveva in organico comando e compagnia comando,  tre battaglioni fucilieri, compagnia mortai da 81, batteria armi di accompagnamento da 65/17.
Nel corso del conflitto il Reggimento ha operato dal 1941 in seguito all'occupazione della Jugoslavia da parte delle forze dell'Asse nella penisola balcanica, con compiti di ordine pubblico e controguerriglia che in territorio jugoslavo coinvolgevano anche le popolazioni civili.  Il 9 settembre 1943 il Reggimento si trovava in Croazia, dove venne sciolto a seguito degli eventi che determinarono l'armistizio, dopo aver reagito agli attacchi di superiori forze croate e forze tedesche, nel tentativo di portarsi verso Susak.

### Comandanti
Alla guida del Reggimento dal 1926 all'armistizio dell8 settembre 1943 si sono avvicendati i seguenti comandanti:
- Colonnello Edoardo Ridolfi
- Colonnello Renato Coturri
- Colonnello Mario Girotti
- Colonnello Amedeo Sorrentino
- Colonnello Gennaro Carrabba
- Colonnello Nicola Ruffo
- Colonnello Michele Russo
- Colonnello Rino Ferroni
- Colonnello Antonio Rocco

### 74º Battaglione fanteria d'arresto "Pontida"
Il 1º ottobre 1976 sulla base dei Quadri e dei Fanti del LXIII Battaglione fanteria d'arresto "Lombardia", venne costituito il 73º Battaglione fanteria d'arresto "Lombardia", che ereditava la Bandiera, le tradizioni, il motto, le mostrine e il nome dal 73º Reggimento fanteria d'arresto "Lombardia", e il 74º Battaglione fanteria d'arresto "Pontida", in posizione quadro, con sede presso la caserma "Carlo Alberto Radaelli" di Latisana, che ereditava la Bandiera e le tradizioni del 74º Reggimento fanteria "Lombardia", inquadrato nella Divisione "Ariete".
Il 1º ottobre 1986 con l'abolizione del livello divisionale da parte dell'Esercito Italiano, il 73º e il 74º Battaglione fanteria d'arresto passarono alle dipendenze della Brigata "Garibaldi". Il 10 ottobre il 73º Battaglione venne posto in posizione "quadro" per essere sciolto, insieme al 74º Battaglione fanteria d'arresto "Pontida" il 31 dicembre 1986 e le loro Bandiere versate al Sacrario delle bandiere del Vittoriano di Roma.

## Onorificenze
Il 74º Reggimento fanteria "Lombardia" è decorato delle seguenti onorificenze:

### Decorati
Ordine militare di Savoia
- Tenente Ferruccio Nicoloso —  Cavaliere dell'Ordine militare di Savoia - Piave - Tagliamento, 19 ottobre - 4 novembre 1918.[4]
- Tenente Antonio Pavan —  Cavaliere dell'Ordine militare di Savoia — Piave - Livenza, 24-30 ottobre 1918.[4]

Medaglie d'oro al valor militare
- Soldato Duilio Merli, da Poggio Renatico (Ferrara)

- Sottotenente Umberto Sacco da Alba (Cuneo)

## Motto del Reggimento
"Acerrimus Hostibus"

## Denominazioni
- 01.12.1859 - 01.04.1871: 4º Reggimento "Granatieri di Lombardia"
- 01.04.1871 - 15.10.1871: 74º Reggimento Fanteria
- 15.10.1871 - 02.01.1881: 74º Reggimento Fanteria "Lombardia"
- 02.01.1881 - 11.03.1926: 74º Reggimento Fanteria
- 11.03.1926 - 09.09.1943: 74º Reggimento Fanteria "Lombardia"
- 01.01.1963 - 01.11.1973: 74º Reggimento Fanteria d'Arresto "Pontida"
- 01.11.1973 - 01.10.1976: LXXIV Battaglione Fanteria d'Arresto "Pontida"
- 01.10.1976 - 31.12.1986: 74º Battaglione Fanteria d'Arresto "Pontida"

## Persone legate al Reggimento
- Pietro Badoglio
- Emanuele Ferro
- Fernando Chieffi